# Prausitz (Hirschstein)

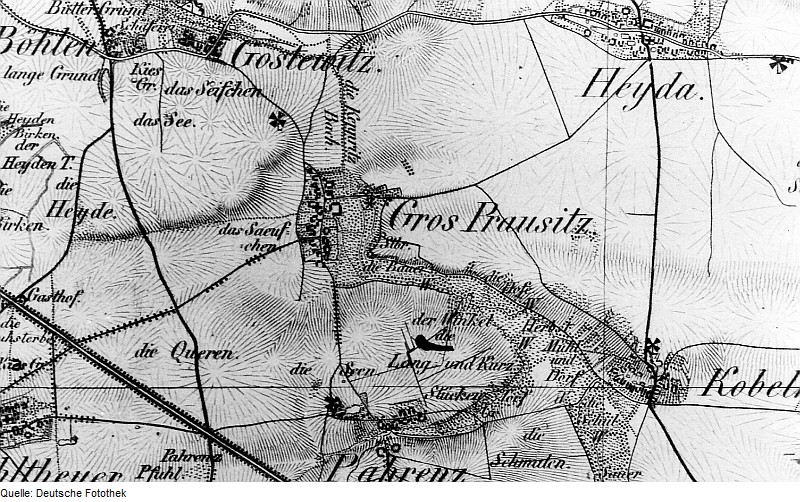
Lage von Prausitz auf der Karte von Oberreit (1839)

Prausitz ist ein Ortsteil und zugleich Verwaltungssitz der sächsischen Gemeinde Hirschstein im Landkreis Meißen. Prausitz schloss sich am 1. Januar 1994 mit Mehltheuer zu einer Gemeinde namens Mehltheuer zusammen. Diese behielt nach der Eingemeindung der Gemeinde Hirschstein am 1. April 1996 zunächst den Namen Mehltheuer. Am 1. Oktober 1996 nannte sich die Gemeinde Mehltheuer in Hirschstein um.

## Geographie

### Geographische Lage
Der Ort liegt auf der linken Elbseite im westlichen Teil der Gemeinde Hirschstein, ca. sechs Kilometer südöstlich der Stadt Riesa am nördlichen Rand der Lommatzscher Pflege. Am Ostrand des Ortes fließt der Keppritzbach, ein Nebenfluss der Jahna.

### Nachbarorte
| Seerhausen (zu Stauchitz)   | Gostewitz (zu Riesa)                        |                         |
| Mehltheuer (zu Hirschstein) | Kompassrose, die auf Nachbargemeinden zeigt | Heyda (zu Hirschstein)  |
|                             | Pahrenz (zu Hirschstein)                    | Kobeln (zu Hirschstein) |

## Geschichte

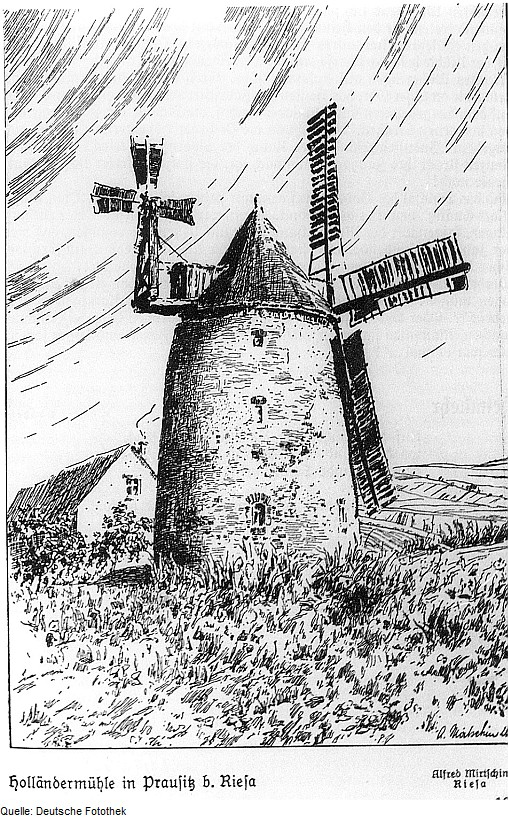
Ehemalige Holländerwindmühle Prausitz

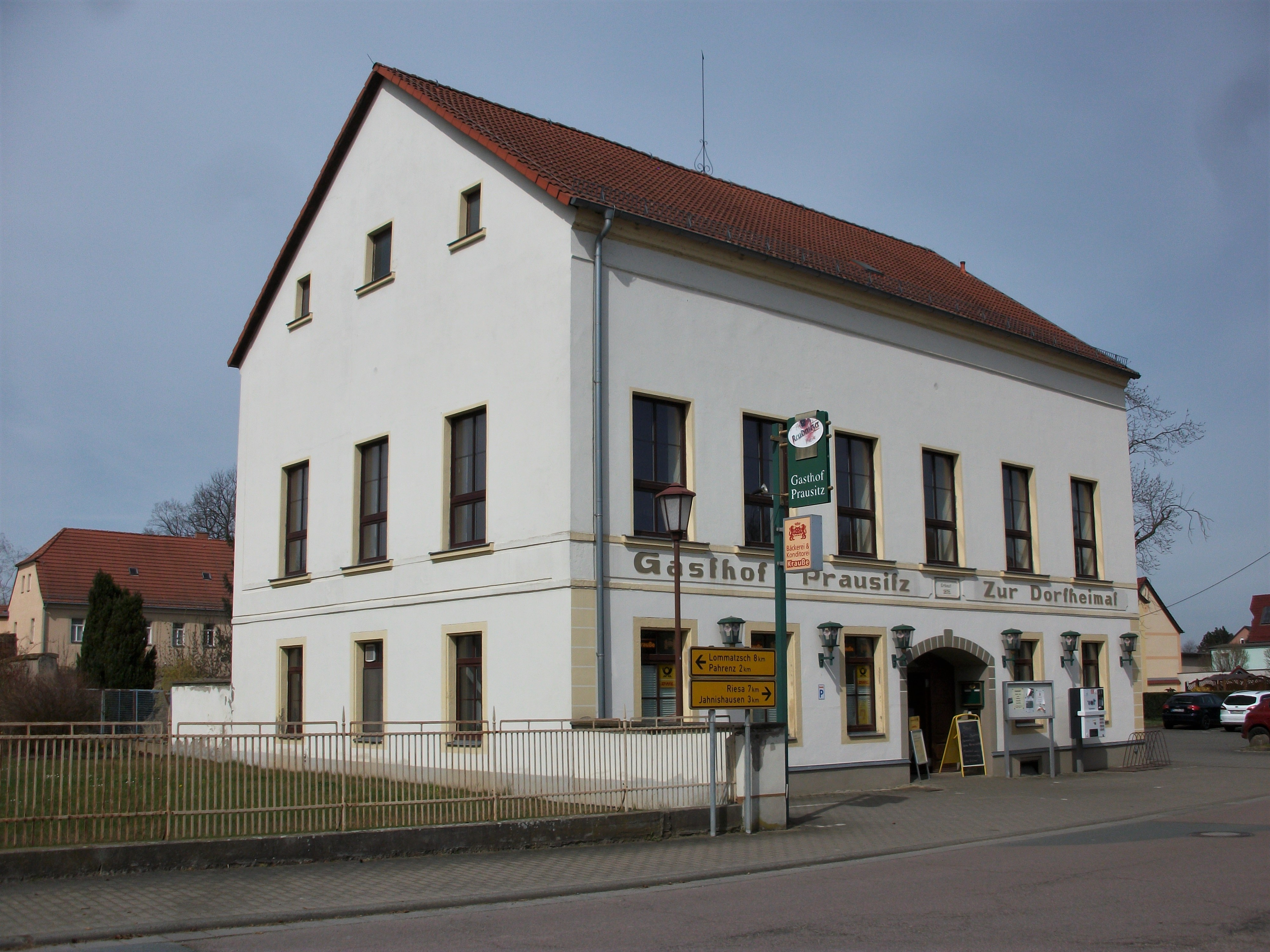
Gasthof Zur Dorfheimat Prausitz

Prausitz entstand als slawische Dorfanlage und wurde 1206 erstmals im Zusammenhang mit einem Tammo de Pruz urkundlich erwähnt. Zu dieser Zeit existierte im Ort bereits ein Herrensitz, der 1272 erneut in den Urkunden auftaucht. Damals verkaufte „Tammo von Prusic  Ritter“ seine Güter zu Reinersdorf an den Markgrafen von Meißen. 1334 ist von Pruz magnum (= Groß-Prausitz) die Rede. Später wechselte der Ortsname über Prausz, Prauscig, Prautzitz zu Prawsitz. Erst im 19. Jahrhundert setzte sich die heute übliche Schreibweise durch.
Die Verwaltung oblag zunächst der Supanie Raußlitz, später dem (Erb-)amt Meißen. Die Grundherrschaft besaß ursprünglich das Kloster Riesa. 1547 hatten die Domkapitel zu Wurzen und zu Meißen Anteile am Dorf, der übrige Teil unterstand dem Rittergut Jahnishausen. Im Zuge der deutschen Besiedlung der Region entwickelte sich Prausitz zu einem Straßenangerdorf mit mehreren Gehöften. Spätestens seit der Mitte des 14. Jahrhunderts gab es auch eine Kirche im Ort, die lange Zeit zu den wohlhabendsten Kirchgemeinden im sächsischen Raum zählte. 1792 wurde die erste eigene Schule eröffnet. 
Prausitz lag bis 1856 im kursächsischen bzw. königlich-sächsischen Kreisamt Meißen. Bei den im 19. Jahrhundert im Königreich Sachsen durchgeführten Verwaltungsreformen wurden die Ämter aufgelöst. Dadurch kam Prausitz im Jahr 1856 unter die Verwaltung des Gerichtsamts Riesa und 1875 an die neu gegründete Amtshauptmannschaft Großenhain.
Im Jahr 1877 wurde die Bahnstrecke Riesa–Nossen errichtet, die Prausitz über den südlich des Orts gelegenen Bahnhof Prausitz (⊙) unmittelbar an der Gemeindegrenze zu Mehltheuer direkten Anschluss an den Schienenpersonen und -güterverkehr brachte. Für den Bau des Bahnhofs und um eine möglichst rechtwinklige Querung der heutigen Bundesstraße zu erreichen, wurde diese im Kreuzungsbereich verlegt, sodass seitdem von Meißen auf der Straße kommend vor dem Ortseingang der Siedlung am Bahnhof eine markante 90-Grad-Kurve durchfahren werden muss. Die Lommatzscher Straße (heutige Staatsstraße 85) mündet seitdem genau in dieser Kurve in einem spitzen Winkel in die Bundesstraße und zweigt vor dem Ortsausgang in einem ebenso spitzen Winkel wieder ab. Zudem ist die früher direkt verlaufende Wegverbindung von Pahrenz nach Mehltheuer zugunsten der Bahnstrecke gekappt und umgelegt worden.
Nach dem Zweiten Weltkrieg entstand an der Straße nach Gostewitz im Zuge der Bodenreform eine Neubauernsiedlung, die zu einem Anstieg der Einwohnerzahl führte. Am 1. März 1951 wurden die benachbarten Dörfer Kobeln und Pahrenz eingemeindet. Im Zuge der Gebietsreform 1952 wurde die Gemeinde Prausitz mit Kobeln und Pahrenz dem Kreis Riesa im Bezirk Dresden zugeordnet.
Seit der Deutschen Wiedervereinigung 1990 gehörte Prausitz zum sächsischen Landkreis Riesa, der 1994 im neu gebildeten Landkreis Riesa-Großenhain bzw. 2008 im Landkreis Meißen aufging. Die Gemeinde Prausitz wurde am 1. Januar 1994 mit der Nachbargemeinde Mehltheuer zur neuen Gemeinde Mehltheuer verschmolzen, zum 1. März des gleichen Jahres kam Heyda als dritter Ortsteil hinzu. Eine weitere Vergrößerung des Gemeindegebietes ergab sich mit der Eingliederung der Gemeinde Hirschstein mit ihren Ortsteilen in die Gemeinde Mehltheuer am 1. April 1996. Zum 1. Oktober 1996 gab sich die Gemeinde Mehltheuer den Namen Hirschstein. Im Mai 1998 wurde der Personenverkehr auf der Bahnstrecke eingestellt, seit 2000 verkehrten auch keine Güterzüge mehr. Seit dem Jahresende 2007 gilt die Strecke mit dem Bahnhof offiziell als stillgelegt.
Heute hat Prausitz als zentraler Ort der Gemeinde Hirschstein Bedeutung. Hier befinden sich die Gemeindeverwaltung, die Grundschule „Franciscus Nagler“, eine Kindertagesstätte, sowie verschiedene überörtliche Versorgungseinrichtungen.

### Bevölkerungsentwicklung
| Jahr    | Einwohner                                              |
| ------- | ------------------------------------------------------ |
| 1547/52 | 18 besessene Mann, 24 Inwohner, 22 Hufen               |
| 1764    | 23 besessene Mann, 6 Häusler, 21½ Hufen je 10 Scheffel |
| 1834    | 210                                                    |
| 1871    | 261                                                    |
| 1890    | 304                                                    |
| 1910    | 379                                                    |
| 1925    | 359                                                    |
| 1939    | 319                                                    |
| 1946    | 420                                                    |
| 1950    | 1093                                                   |
| 1964    | 830                                                    |
| 1990    | 789                                                    |

## Öffentliche Einrichtungen
In Prausitz befinden sich die Gemeindeverwaltung der Gemeinde Hirschstein und die Grundschule "Franciscus Nagler".

## Wirtschaft und Verkehr

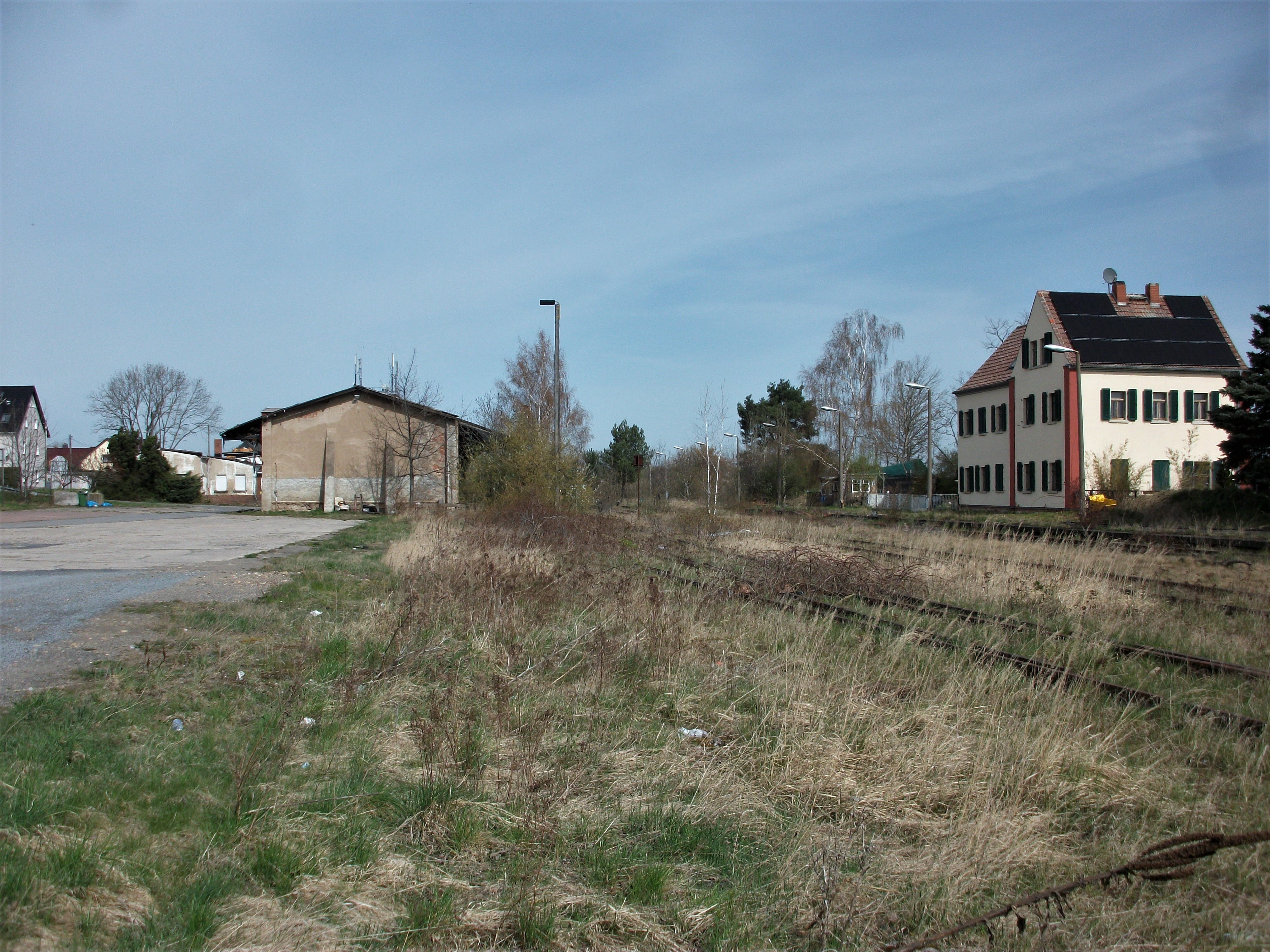
Ehemaliger Bahnhof Prausitz

Von wirtschaftlicher Bedeutung ist traditionell die Landwirtschaft. Außerdem gab es im Ort eine Turmholländerwindmühle, deren Stumpf noch erhalten ist. Wichtigstes Unternehmen ist das 1992 aus der früheren LPG hervorgegangene Milchcenter "Dorfheimat" Prausitz. Außerdem gibt es einige kleinere Handwerks- und Gewerbebetriebe im Ort. Busverbindungen bestehen nach Riesa, Lommatzsch und Zehren.
Seit 1877 besitzt Prausitz Anschluss an die Bahnstrecke Riesa–Nossen. Der Bahnhof befindet sich in der südlichen Prausitzer Flur, liegt jedoch abseits des Ortes. Von Bedeutung war er deshalb vor allem für den Güterverkehr und die Verladung landwirtschaftlicher Erzeugnisse. In den 1970er Jahren befand sich hier eine zentrale Rübenladestation, über die alljährlich zwischen 60.000 und 80.000 Tonnen Zuckerrüben auf Ganzzüge verladen wurden. Der Personenverkehr auf dieser Strecke wurde 1998, der Güterverkehr zwei Jahre später eingestellt. Nach Übernahme der Bahnstrecke durch die Nossen-Riesaer Eisenbahn-Compagnie 2014 ist eine Reaktivierung zumindest für Güterzüge geplant. Im Bereich des Bahnhofs Prausitz kreuzt die Bundesstraße 6 die Bahnstrecke Riesa–Nossen ebenerdig. Die Bundesstraße folgt dem Verlauf der alten Poststraße zwischen den Städten Riesa, Meißen und Oschatz.

## Sehenswürdigkeiten

### Kirche

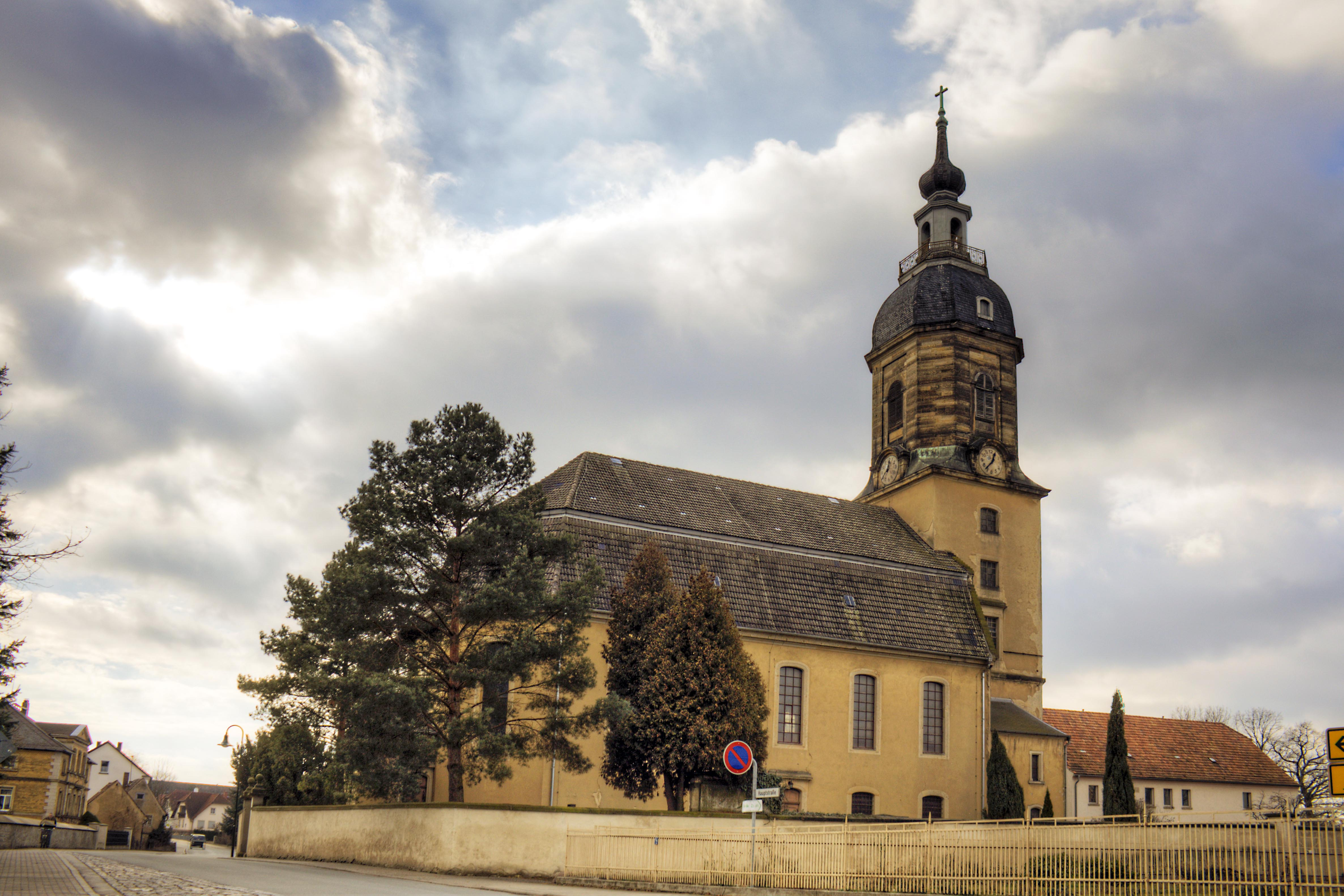
Kirche Prausitz

Erste Erwähnungen einer Kirche stammen aus der Mitte des 14. Jahrhunderts. Ursprünglich gehörte diese zum Kirchenbezirk (Sedes) Lommatzsch und wurde 1575 als Filialkirche der Kirchgemeinde Heyda (Hirschstein) zugeordnet. Der Legende nach soll die Prausitzer Kirche während des Dreißigjährigen Krieges Empfänger einer großzügigen Stiftung zweier adliger Damen von Schleinitz, Besitzer des Rittergutes Jahnishausen geworden sein, so dass Prausitz im 17./18. Jahrhundert zu den wohlhabendsten Kirchgemeinden in Sachsen gehörte. Diese finanziellen Mittel ermöglichten 1775 den Neubau der bis heute erhaltenen spätbarocken Dorfkirche. Die Grundsteinlegung erfolgte am 31. August 1775, die Weihe des Neubaus fand am Trinitatistag 1778 statt. Drei Jahre später konnte der Neubau mit seinem Turm vollendet werden. Die Leitung des Kirchenneubaus oblag dem Dresdner Baumeister Samuel Locke.
1811 erfolgte die Trennung von der Heydaer Mutterkirche. 1842 wurde die Kirchgemeinde Prausitz der Ephorie Großenhain zugeordnet.1895 wurde das Kircheninnere nochmals umgestaltet. Zur Ausstattung gehört eine überlebensgroße hölzerne Heilandsfigur, geschnitzt nach einem Vorbild Bertel Thorvaldsens. Die hölzernen Arbeiten an Altar, Kanzel und Orgel sowie die Herrschaftsloge stammen vom Holzbildhauer Joseph Deibel aus Dresden. Vier farbige Bleiglasfenster zeigen Geburt, Taufe und Auferstehung Jesu Christi und das Pfingstfest. Die Orgel mit Schleiflade und mechanischer Traktur stammt aus dem Jahr 1863 und wurde vom Dresdner Orgelbauer Carl Eduard Jehmlich erbaut.

### Alte Schule

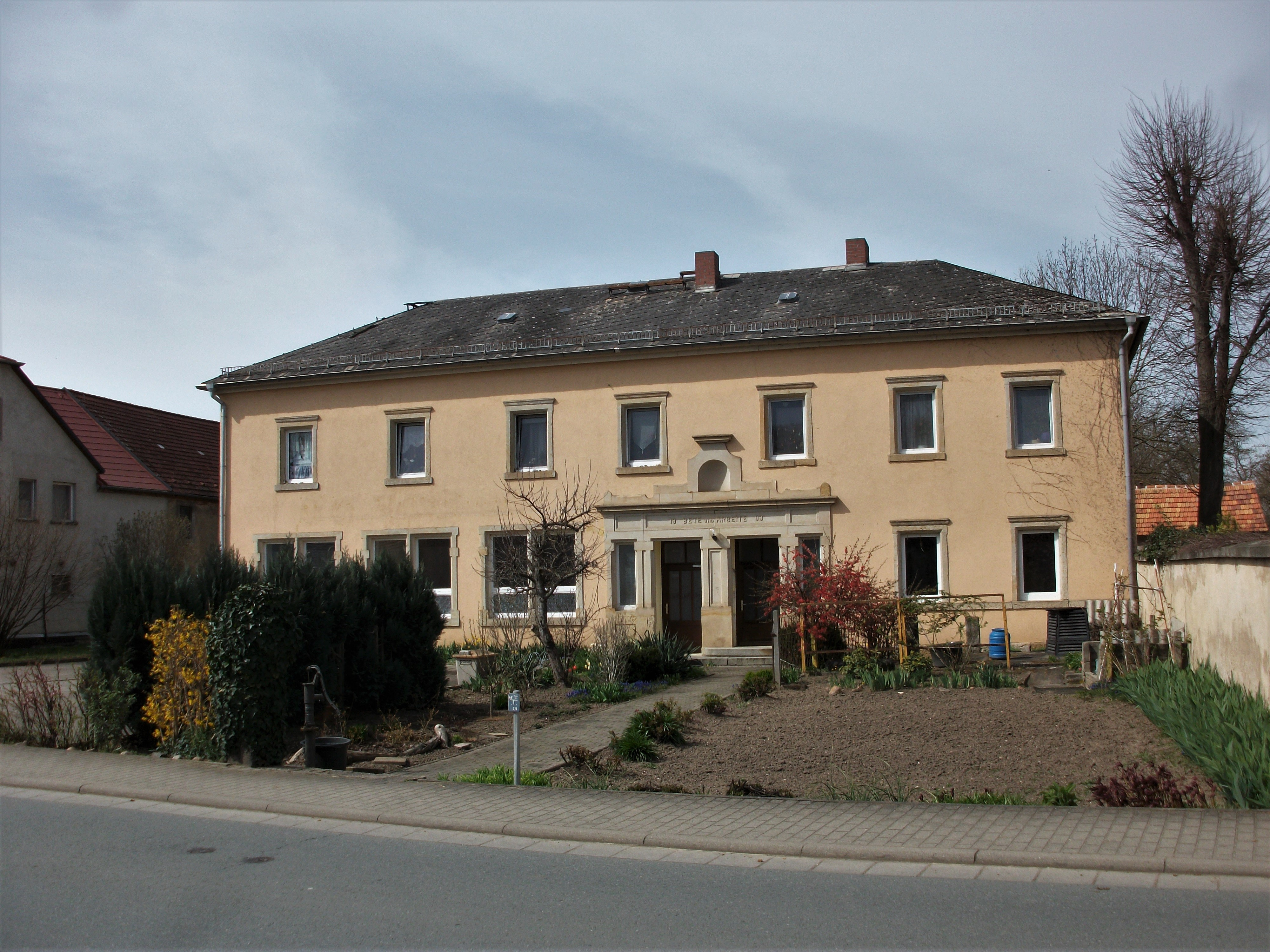
Alte Schule Prausitz, Geburtshaus von Franciscus Nagler

Das Gebäude unmittelbar neben der Kirche beherbergte ab 1792 die Dorfschule des Ortes und steht unter Denkmalschutz. In diesem Gebäude wurde 1873 der Heimatdichter und Komponist Franciscus Nagler geboren. Nach ihm trägt die örtliche Grundschule ihren Namen. Dort befindet sich auch ein kleines Schul- und Heimatmuseum mit Exponaten zur Geschichte des Dorfes.

### Osterbrunnen

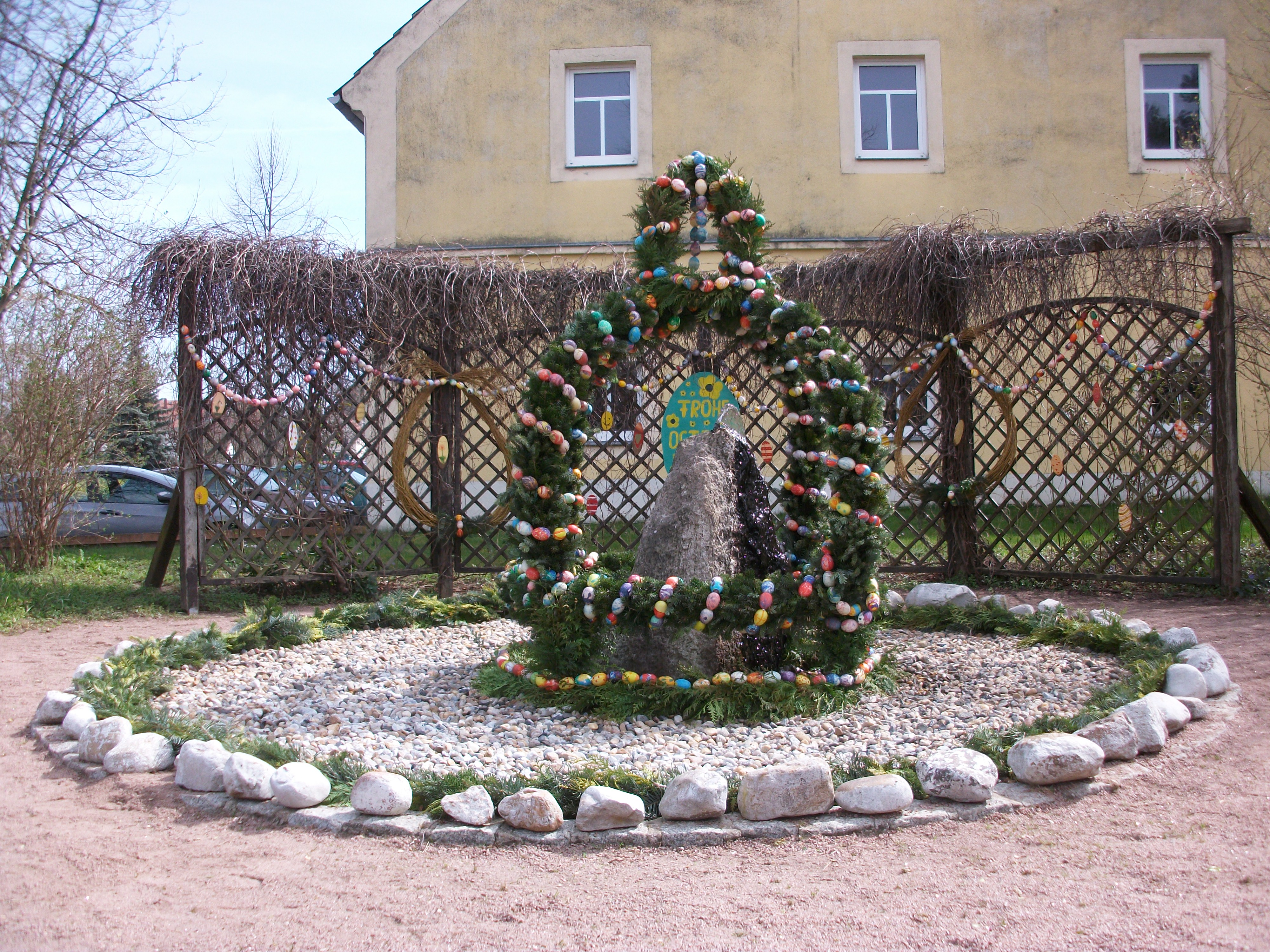
Osterbrunnen Prausitz

Der Prausitzer Osterbrunnen ist einer von elf Osterbrunnen der Hirschsteiner Region.